# Estádio Cidade Universitária
Das Estádio Cidade Universitária ist ein Fußballstadion mit Leichtathletikanlage in der angolanischen Hauptstadt Luanda. Die angolanischen Fußballvereine Sport Luanda e Benfica, Atlético Petróleos Luanda und CD Primeiro de Agosto tragen im Estádio Cidade Universitária ihre Heimspiele aus. 40.000 Zuschauer finden auf den Rängen Platz.
Am 1. Januar 2013 kamen in einem Gedränge während eines Neujahrsgottesdienstes der Igreja Universal do Reino de Deus zehn Menschen zu Tode, mehr als 120 wurden verletzt.